# Zabrež
Zabrež este o localitate din comuna Laško, Slovenia, cu o populație de 19 locuitori.